# Andrei Krauchanka
Andrei Krauchanka (Bielorrusia, 4 de enero de 1986) es un atleta bielorruso, especializado en la prueba de decatlón en la que llegó a ser subcampeón olímpico en 2008.

## Carrera deportiva
En los JJ. OO. de Pekín 2008 ganó la medalla de plata en la competición de decatlón, con un total de 8551 puntos, tras el estadounidense Bryan Clay (oro) y por delante del cubano Leonel Suárez.
Dos años después, en el Campeonato Europeo de Atletismo de 2010 ganó la medalla de bronce en la misma competición, tras el francés Romain Barras (oro con 8453 puntos) y el neerlandés Eelco Sintnicolaas (plata).